# Parmavitrina megastoma
Parmavitrina megastoma är en snäckart som först beskrevs av Cox 1868.  Parmavitrina megastoma ingår i släktet Parmavitrina och familjen Helicarionidae. Inga underarter finns listade i Catalogue of Life.